# Bir Litre Gözyaşı
Bir Litre Gözyaşı (en español: Un litro de lágrimas) es una serie de televisión turca de 2018. Está basada en el exitoso drama japonés titulado 1 Litre of Tears, emitida por Fuji Television en 2005.

## Reparto
- Miray Daner como Cihan Yürekli
- Mert Yazıcıoğlu como Mahir Yetkin / Kerem Güney
- Sanem Çelik como Figen Yürekli
- Tolga Tekin como Muzaffer Yürekli
- Polat Bilgin como Onur Bayram
- Erdal Bilingen como Cüneyt Yetkin
- Goncagül Sunar como Suna
- Nur Berfin Çiroğlu como Hande
- Mehmet Aykaç como Ali
- Melis Hacic como Selin
- Helin Kandemir como Elif Yürekli
- Görkem Mete Demir como Deniz Yürekli
- Revna Çolak como Eda Yürekli
- Nur Sürer como Güzin
- Türkü Turan como Kıvılcım

## Emisión internacional
Puerto Rico (Telemundo)
 Perú (Latina)
 Canal 11 Honduras
 Ecuador (Ecuavisa)